# SN 2009fn
SN 2009fn – supernowa odkryta 13 maja 2009 roku w galaktyce A140014+2017. W momencie odkrycia miała maksymalną jasność 19,40m.